# Shizophroida hilensis
Shizophroida hilensis är en kräftdjursart som först beskrevs av Rathbun 1906.  Shizophroida hilensis ingår i släktet Shizophroida och familjen maskeringskrabbor. Inga underarter finns listade i Catalogue of Life.